# Таланов, Сергей Александрович
Сергей Александрович Таланов (9 сентября 1960, Москва — 28 августа 2018, там же) — российский актёр театра и кино, клоун, акробат. Заслуженный артист России (2007). 
Участник телепередач «Оба-на!», «Джентльмен-шоу», «33 квадратных метра», журнала «Фитиль», ветеран КВН.

## Биография
Родился 9 сентября 1960 года в Москве в семье дрессировщика Александра Таланова.
В 1976 году поступил в МАИ, окончил его в 1981 году.
С 1986 по 1991 год играл в КВН. В 1991 году основал комик-труппу «Группа товарищей», которая в 1993 году преобразовалась в новый состав телешоу «Оба-на!».
С 1996 и до своей смерти работал в Московском театре клоунады.
В 2007 году получил звание Заслуженного артиста России.
Скончался 28 августа 2018 года в Москве, на 58-м году жизни. Причиной смерти является острая сердечная недостаточность. Похоронен на Троекуровском кладбище.

## Сценография
(неполная)
- 1993 — «Катастрофа» — пилот
- 2004 — «Оскар» — массажист Филипп

## Фильмография

### ТВ
- 1986—1991 — КВН
- 1993—1995 — Оба-на!
- 1995—1997 — Джентльмен-шоу
- 2000 — Добрый вечер
- 2002—2003 — 33 квадратных метра
- 2004—2008 — Фитиль

### Кино
- 1997 — Это несерьёзно
- 2005 — Девять неизвестных (телесериал)
- 2005 — Оскар — Филипп
- 2006 — Тайная стража
- 2006 — Фирменная история (телесериал) — водитель
- 2006 — Кадетство (телесериал), 2 сезон — отец Трофимова (эпизод)
- 2007 — Если у вас нету тёти — Борис, муж Марины
- 2007 — Прапорщик, «Ё-моё» — прапорщик Ховенко
- 2007 — Мачеха — вор
- 2008 — Спартакиада. Локальное потепление — Милиционер
- 2008 — ГИБДД и т.д. — капитан Сазонов
- 2008 — Сторож дачи в бархатный сезон — Пахомов
- 2009 — Глухарь 2 — дежурный
- 2009 — Убийство в дачный сезон
- 2010 — Дворик — Павел Петрович, муж Любови Фёдоровны
- 2010 — Брестская крепость (фильм) — сержант (в титрах не указан)
- 2012 — Воронины — мужик из Иркутска (224 серия)
- 2013 — Операция «Кукловод» — московский бизнесмен
- 2014 — Московская борзая — Пётр Николаевич Луков
- 2017 — Неизвестный — Трифонов, пациент спецбольницы